# E Mare Libertas
"E Mare Libertas" es el título del himno nacional de Sealand, uno de los símbolos nacionales junto con el escudo de armas y la Bandera de Sealand. Su traducción significa Desde el mar, libertad.

## Historia
En 1942, durante la Segunda Guerra Mundial, el gobierno británico estableció una pequeña base en el Mar del Norte solo fuera de las aguas territoriales británicas (en el momento). Después de la guerra, el fuerte fue abandonado, pero, en 1967, Roy Bates, un locutor de radio pirata, declaró el Principado de Sealand. El punto de vista del gobierno británico es que Sealand se encuentra dentro de la jurisdicción británica. Sealand generalmente se clasifica como una micronación (un proyecto de nación creado por un individuo o grupo, y no tiene reconocimiento internacional.) 
Como perteneciente al himno, fue compuesta por el compositor londinense Basilio Simonenko en conjunto con la familia Bates de gobierno, y no tiene letra. El título del himno es también el lema de Sealand.